# Megapodius
El gènere Megapodius és el més nombrós en espècies de la família dels megapòdids (Megapodiidae), a l'ordre dels gal·liformes (Galliformes). Habiten diferents illes, des d'Indonèsia, Micronèsia, Melanèsia fins a Polinèsia, a més de les Filipines, Nova Guinea i nord d'Austràlia.
Com altres gèneres de la família, no coven els ous amb el seu calor corporal, sinó mitjançant altres fonts de calor, com el de la descomposició de material vegetal, i inclús el provinent de territoris volcànics.

## Taxonomia
Tradicionalment es consideraven totes les poblacions del gènere, subespècies de M. freycinet, però avui això es considera un error. Encara hi ha, però, qüestions controvertides, i per exemple, el tàxon forstenii s'ha considerat una subespècie de M. freycinet, una subespècie de M. hispidus o una espècie. El tàxon wallacei s'ha considerat al gènere Megapodius, però avui se separa al seu propi gènere com Eulipoa wallacei. També s'ha associat a aquest gènere el Maleo, que avui se separa al gènere Macrocephalon. Aquests tres gèneres es consideren relacionats. Les 12 espècies vives del gènere són:
- Megàpode de les Tonga (Megapodius pritchardii).
- Megàpode de la Micronèsia (Megapodius laperouse).
- Megàpode de les Nicobar (Megapodius nicobariensis).
- Megàpode de les Filipines (Megapodius cumingii).
- Megàpode de les Sula (Megapodius bernsteinii).
- Megàpode de les Tanimbar (Megapodius tenimberensis).
- Megàpode de Freycinet (Megapodius freycinet).
- Megàpode de Geelvink (Megapodius geelvinkianus).
- Megàpode de la Melanèsia (Megapodius eremita).
- Megàpode de les Vanuatu (Megapodius layardi).
- Megàpode de Nova Guinea (Megapodius decollatus).
- Megàpode de Reinwardt (Megapodius reinwardt).